# 상지은니대방광불화엄경 정원본 권4
상지은니대방광불화엄경 정원본 권4(橡紙銀泥大方廣佛華嚴經 貞元本 卷四)는 서울특별시 용산구 국립중앙박물관에 있는 고려시대의 불경이다. 1992년 7월 28일 대한민국의 보물 제1137호로 지정되었다.

## 개요
대방광불화엄경은 줄여서 '화엄경'이라고 부르기도 하며, 부처와 중생이 둘이 아니라 하나라는 것을 중심사상으로 하고 있다. 화엄종의 근본경전으로 법화경과 함께 한국 불교사상 확립에 중요한 영향을 끼친 경전이다.
이 책은 당나라의 반야가 번역한『화엄경』정원본 40권 중 권 제4로 병풍처럼 펼쳐서 볼 수 있는 형태로 되어있으며, 크기는 세로 31cm, 가로 12.3cm이다. 검푸른 색의 표지에는 화려한 꽃무늬가 장식되어 있고, 경의 이름과 정원본임을 표시하는 ‘정(貞)’자가 금색으로 쓰여져 있다. 이어 갈색의 종이에 본문이 은색으로 쓰여져 있다. 
본문의 내용을 요약하여 그린 변상도(變相圖)와 간행기록이 없으나 표지의 장식과 본문 글씨의 품격으로 보아 고려말에 쓰여진 것으로 추정된다.

## 참고 자료
- 상지은니대방광불화엄경 정원본 권4 - 국가유산청 국가유산포털